# Honorówka (rejon piszczański)
Honorówka (ukr.  Гонорівка) – wieś na Ukrainie w rejonie piszczańskim, obwodu winnickiego.
Znajduje tu się przystanek kolejowy Honoriwka, położony na linii Żmerynka – Odessa.

## Historia
W XIX i w początkach XX w. położona była w Rosji, w guberni podolskiej, w powiecie olhopolskim, gminie Łuka. Po I wojnie światowej w Związku Sowieckim. Od 1991 na niepodległej Ukrainie.

## Pałac

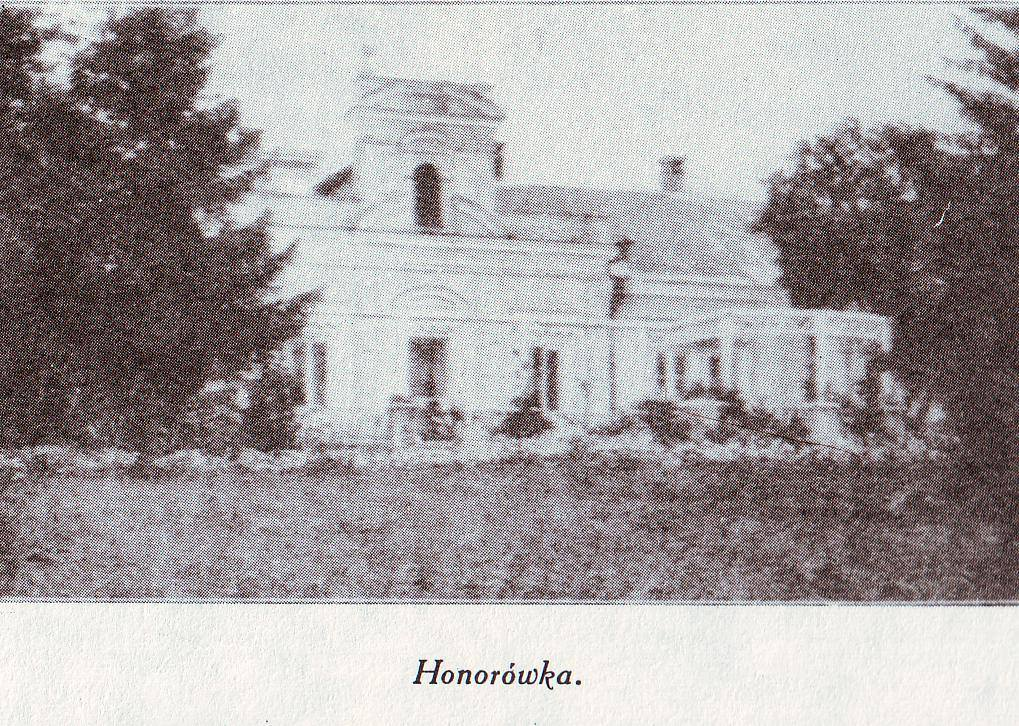
Honorówka

Parterowy pałac zbudowany w stylu barokowym w 1850 r., przez właściciela posiadłości H. Koszarskiego. Dach pokryty łupkiem. Majątek drogą wiana przeszedł od Koszarskich do Lipkowskich. Pod koniec XIX w. właścicielem posiadłości był Lipkowski, który posiadał go do 1917 r.  Wewnątrz obrazy m.in. Matejki, Kossaka, Malczewskiego. W 1918 r. pałac został uszkodzony 17.12.1917 r. Po remoncie w 1934 r. był siedzibą  szkoły. Podczas okupacji w latach 1941-1943 w pałacu znajdował się szpital. Od 1943 r. mieści się dalej szkoła. Pałac znajduje się w centrum wsi, w otoczeniu parku krajobrazowego, gdzie rosną unikatowe drzewa.